# 阿赫爾攻勢
阿赫爾攻勢是敘利亞民主力量在叙利亚内战中發動的一次攻勢，目標為奪取伊斯蘭國佔據的伊拉克-敘利亞邊境戰略城鎮阿赫爾。

## 攻勢
攻勢於2015年10月31日發起。
進攻發起的第一週，SDF攻下了阿赫爾附近和哈塞克南方一些村莊和地點，伊斯蘭國則以汽车炸弹反制。其中一次汽車炸彈擊中了SDF的巡邏隊，造成數十人死亡。還有一名加拿大籍的SDF戰鬥人員在爭奪一座重要的農場時遭到自殺炸彈炸死。一名達吉斯坦的伊斯蘭國首領也在這週被殺死。SDF宣稱他們在進攻發起後控制了12座新的村莊。
進攻發起的第二週，SDF從伊斯蘭國手中攻下了一部份的哈塞克–夏達迪公路和兩座村莊。此時，SDF已經宣稱佔領了36個村莊、350平方公里領土，殺死伊斯蘭國戰鬥人員178人。兩天後，SDF又攻下了一座山丘，獲取兩部伊斯蘭國車輛。
11月11日攻勢持續，SDF攻下阿赫爾東北方的城鎮Al-Khatuniyah，也推進至哈塞克的南郊。13日，SDF攻下阿赫爾，繳獲大批武器彈藥。進攻發起的第三週，SDF已經宣稱攻下200個村莊，奪取領土1362平方公里，殺死493名伊斯蘭國戰鬥人員。